# Dal basso (Emis Killa)
Dal basso è un singolo del rapper italiano Emis Killa, pubblicato il 26 settembre 2016 come terzo estratto dal terzo album in studio Terza stagione.

## Video musicale
Il videoclip, diretto da Mirko De Angelis, è stato pubblicato in concomitanza con il lancio del singolo attraverso il canale YouTube del rapper.

## Tracce
1. Dal basso – 3:24